# Abraxas punctifera
Abraxas punctifera là một loài bướm đêm thuộc họ Geometridae. Nó được Walker miêu tả năm 1865. Nó được tìm thấy ở quần đảo Aru.